# Two Old Tars
Pour plus de détails, voir Fiche technique et Distribution.
Two Old Tars est un film muet américain réalisé par Henry Lehrman sorti en 1913.

## Fiche technique
- Titre : Two Old Tars
- Autre titre : The Sea Dogs[1]
- Réalisation : Henry Lehrman
- Producteur : Mack Sennett
- Studio de production : The Keystone Film Company
- Distribution : Mutual Film Corporation
- Pays : États-Unis
- Format : Noir et blanc - 1,37:1 - Format 35 mm
- Langue : film muet intertitres anglais
- Genre : Comédie
- Durée : une bobine
- Date de sortie : États-Unis 20 octobre 1913

## Distribution
- Roscoe Arbuckle
- Nick Cogley
- George Jeske